# 分詞書寫
中文分詞書寫（Chinese word-segmented writing），也稱分詞連寫或詞式書寫，是指像英文等拼音文字一樣，按詞書寫，在詞與詞之間留出空格。例如以下的句子在詞和詞之間加上空格，就是中文分詞書寫的句子。
乒乓 球拍 賣完了。
分詞書寫可提高漢語閱讀和信息處理的效率。例如：傳統寫法“乒乓球拍賣完了。”有歧義，用分詞書寫可根據需要明確表達爲“乒乓 球拍 賣完了。”或“乒乓球 拍賣 完了。”

## 歷史
中文和英文都曾經沒有標點沒有分詞書寫。現在英文等拉丁文字兩者都用上了。中文在1900年代初五四新文化运动前后引入了標點符號，但是單詞之間仍然沒有邊界記號，沒有分開來寫。
在1950年代，中國語言學家曾討論過採用分詞書寫的建議，但沒有獲得通過。 
1987年，陳立為在國際中文信息處理會議上再次提出中文分詞書寫的想法。 
第一篇分詞書寫的中文文章的出現不晚於1998年，當時在中國的〈中文信息學報〉中發表了題為《也谈汉语书面语的分词问题——分词连写十大好处》的論文。 全文（共七頁）分詞連寫，其摘要如下：
```
摘要: 单词 的 切分 对 现代 汉语 的 运用、研究 和 计算机 信息 处理 等 都 具有 相当 重要 的 意义。本文 阐述 书面 汉语 分词 连写 的 十 大 好处 , 并 讨论 一些 实施 方面 的 问题。文章 全文 分词 连写。
```

2018年，英文維基學院發表了一篇題為"Word segmentation of Hanzi" (漢字分詞)的短文，其中文版全文分詞如下：
```
历史上，中国古文 是 没有 标点符号的。读者 需要 付出 额外的 精力 专注于 断句，而且 稍有差池 便会 造成 误读。所谓 差之毫厘 失之千里。引入 标点符号 是 一次 重大的 文字改革，使得 汉字文本的 阅读效率 有了 很大的 提高。但 中文的 改革 才 刚刚 起步， 远未达到 尽善尽美的 程度。至少 在 阅读效率 方面 仍然 存在着 一个 显而易见的 障碍 - 断词 （汉字的 分词连写）。
```

第一本分詞書寫的書籍是2000年出版的《語言 理論》。

## 漢字分詞書寫
中文通常是用漢字書寫的，所以中文分詞書寫主要是指漢字文本的分詞書寫。以下介紹分詞書寫的一些方法或依據。

### 以表意為主導
分詞書寫的主要目的是準確、清楚地表達作者的意思。 例如，傳統的非分詞句子 「美國會反對。」 有兩種可能的含意，分詞書寫可根據需要清楚表達爲 「 美國 會 反對。」(The US will oppose.) 或 「 美 國會 反對。」 (The US Congress opposed)。又如，「昨天我應用鋼筆簽名。」也有歧義，用分詞書寫可以表達為「昨天 我 應用 鋼筆 簽名。（做了）
」和「昨天 我 應 用 鋼筆 簽名。 （可能沒做）」。這種區別對法庭來說可能很重要。 作者應該根據自己的意思選擇正確的分詞方式，消除歧義。  

### 使用詞典和語言知識
如果不能確定某個字串是否為合法單詞，作者可以在可靠的漢語词典或分詞語料庫中檢查其是否存在，例如现代汉语词典、重編國語辭典修訂本和平衡語料庫等。 或根據詞彙、詞法和句法知識檢查它是否是語言學上合格的單詞。